# Stadio monumentale Isidro Romero Carbo
Lo stadio Monumental Isidro Romero Carbo (in spagnolo Estadio Monumental Isidro Romero Carbo) è uno stadio di Guayaquil, in Ecuador. Ospita le partite interne del Barcelona Sporting Club e con 57 267 posti a sedere è lo stadio più capiente dell'Ecuador.